# Euxoa moxa
Euxoa moxa är en fjärilsart som beskrevs av Smith 1907. Euxoa moxa ingår i släktet Euxoa och familjen nattflyn. Inga underarter finns listade i Catalogue of Life.